# Kutoharjo (Rembang)
Kutoharjo is een bestuurslaag in het regentschap Rembang van de provincie Midden-Java, Indonesië. Kutoharjo telt 1832 inwoners (volkstelling 2010).